# Staw Rozlany
Staw Rozlany – sztuczny zbiornik wodny (glinianka), zlokalizowany w Poznaniu, na granicy Rudniczego, Świerczewa i Kotowa na tzw. Szachtach, w bezpośrednim sąsiedztwie ul. Głogowskiej, w rejonie jej skrzyżowania z ul. Mieleszyńską i ul. Stara Cegielnia. Powierzchnia zlewni – 0,6 km². W sąsiedztwie przepływa Strumień Junikowski i Plewianka.

## Charakterystyka
Staw o kształcie zbliżonym do prostokąta, z urozmaiconą linią brzegową i trudnym dostępem (szerokie pasy trzcinowisk, zwłaszcza w części północnej). Wokół rozciągają się nieużytki i osiedla domów jednorodzinnych. Sąsiaduje z Głębokim Dołem na zachodzie i Stawem Świerczewo na południu. W pobliżu znajdowała się jedna z najdłużej działających cegielni, spośród kilkunastu, w obrębie Szacht (do lat 90. XX w.).
W trakcie badań przeprowadzonych przez Instytut Meteorologii i Gospodarki Wodnej w 1992 wykazano, że Staw Rozlany jest najbardziej zanieczyszczonym bakteriologicznie ze wszystkich Szacht.